# 34.ª División de Granaderos SS Landstorm Nederland
La 34.ª División de Granaderos SS "Landstorm Nederland" [en alemán denominada 34. SS-Freiwilligen-Grenadier-Division "Landstorm Nederland" (Niederländische Nr. 2)] fue una unidad de las Waffen-SS formada en noviembre de 1944 en los Países Bajos ocupados por el III Reich, sobre la base de una unidad formada por nazis neerlandeses. Inicialmente los líderes alemanes como Heinrich Himmler aceptaron la idea de formar un cuerpo de batalla formado por holandeses, en tanto las semejanzas culturales de neerlandeses y alemanes habían hecho proyectar a los líderes nazis una paulatina absorción de los Países Bajos por Alemania.

## Historial operativo

### Orígenes
En julio de 1941, a instancias del partido nazi neerlandés, el NSB dirigido por Anton Mussert (deseoso de mostrar la colaboración de los fascistas neerlandeses con la Alemania Nazi) se formó una unidad de las SS formada por holandeses. Los reclutas fueron obtenidos principalmente de las filas del NSB (el partido nazi neerlandés), pues ya se había formado una División de la SS formada por neerlandeses, la denominada 23 SS-Freiwilligen- Division Nederland que sirvió en el frente oriental. Ante ello, se alentó la formación de una fuerza paramilitar de nazis neerlandeses para apoyar las redadas contra judíos, socialistas y en general todo opositor a la ocupación alemana.
El 12 de marzo de 1943 se ordenó formar un batallón voluntario llamado SS-Grenadier Regiment 1 Landwacht Niederlande, la cual, a diferencia de la División Nederland, no sería enviada a combatir fuera de los Países Bajos, lo cual la tornó en un popular destino de reclutamiento para los nazis holandeses y para quienes deseaban evitar el trabajo forzado impuesto por los alemanes a cambio de comida y alojamiento como parte de un cuerpo armado. No obstante, las SS alemanas se aseguró que ningún neerlandés tuviese un rango mayor al de comandante de compañía, manteniendo exclusivamente el liderazgo clave en manos alemanas. Hacia octubre de 1943 la unidad estaba formada por 2400 holandeses, y aunque el líder del NSB, Anton Mussert, proyectaba que podrían ser base de un futuro Ejército nazi neerlandés, el Reichskommisar alemán de los Países Bajos ocuapdos, Arthur Seyss-Inquart, ya había decidido que la Landstorm Nederland siempre debería ser controlada por el NSB y la SS como herramienta para el control de la población neerlandesa.

### Combates

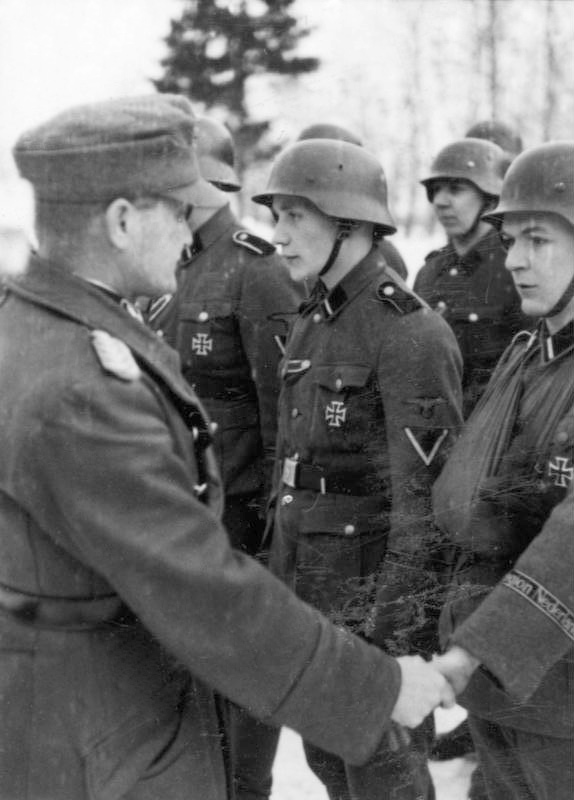
Soldados de la Legión "Niederlande" en el Frente Oriental en febrero de 1943.

Tras el Desembarco de Normandía, las tropas estadounidenses y británicas se dirigieron en ofensiva hacia Bélgica, a lo largo del Canal de la Mancha. A inicios de septiembre dos batallones de la Landstorm Nederland fueron enviados al frente occidental para contener el avance aliado en territorio belga, pero al no tener experiencia de combate y estar pobremente armadas, debieron retirarse ante la evidente superioridad aliada. A mediados de septiembre un tercer batallón de la Landstorm fue enviado por los alemanes a defender posiciones de retaguardia durante la Batalla de Arnhem, pero el destacamento holandés fue vencido rápidamente por tropas británicas y también debió ser retirado del frente.
El 1 de noviembre la Landstorm fue rebautizada como Brigada-SS Voluntaria de Granaderos Landstorm Nederland y sus tres batallones formaron el 83° y 84° SS Freiwilligen-Grenadier-Regiment, siendo que muchos de los reclutas eran jóvenes miembros del NSB con escaso entrenamiento. Aunque en febrero de 1945 los alemanes designaron a la Landstorm Nederland como 34.ª División de Granaderos, su fuerza real era de apenas media brigada, y fue enviada a colaborar en la línea de defensa en el río Rhin. 
De nuevo en combate, la unidad tuvo un mediocre desempeño, pues si bien expulsó a los británicos de una cabeza de puente, las deserciones aumentaron al tener que enfrentarse con fuerzas holandesas llegadas del Reino Unido. Una vez más la ausencia de cuadros experimentados hizo que la Landstorm Nederland no pudiera afrontar operaciones bélicas de envergadura.

### Fin de la guerra
Tras ser retirados del frente, y advirtiendo que la guerra estaba por concluir con una completa derrota nazi, los soldados de la Landstorm se unieron a las SS alemanes para cometer asesinatos brutales contra civiles neerlandeses en los últimos días de la guerra, conociendo que al término de la contienda su situación política no les ofrecía esperanza alguna. El 4 de mayo los restos de la Landstorm Nederland se rindieron a los británicos, aunque algunos nazis fanatizados resistieron tercamente en la aldea de Veenendaal hasta el 9 de mayo. Tachados de colaboracionismo, la mayoría de los supervivientes fueron arrestados, y los pocos oficiales holandeses fueron condenados a muerte, aunque algunos fueron espontáneamente asesinados por civiles como acto final de venganza.

## Comandantes
- Martin Kohlroser (5 de noviembre de 1944 - 8 de mayo de 1945)